# 하신토 그라우

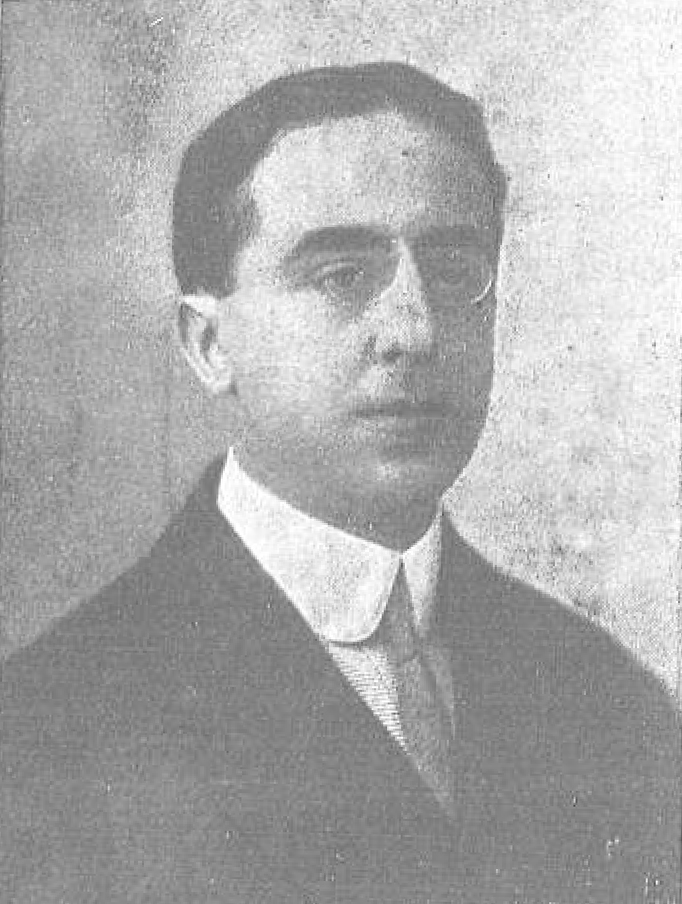

하신토 그라우(Jacinto Grau Delgado, 1877년 ~ 1958년 8월 14일)은 스페인의 극작가다.
묘한 극작술을 구사하여, 새로운 외국연극의 흐름에 민감한 작품을 보여주고 있는데, 본국보다는 오히려 외국에서 성가(聲價)가 높으며, 대표작 <피그마리온의 두령>(1921)도 우선 파리에서 성공을 거둔 후, 마드리드에서 상연되었다.